# Каролинебург
Усадьба Каролинебург — единственная усадьба в регионе Кайнуу, расположена на берегу реки Каяани в одноимённом городе.

## Описание
Нынешняя территория усадьбы в начале 1800-х годов принадлежала государственному муниципалитету. Фредрик Каламниус, судья города Каяани, приобрёл этот участок в 1835 году. Уже в следующем году строительство особняка было завершено с одноэтажным главным зданием. Каламниус назвал поместье в честь своей супруги Каролины - Каролинебург. В особняке, во время его владения Каламниуса, проходили торжества и праздничные вечера, на которых присутствовали руководители города Каяани, в том числе Элиас Лённрот, знаменитый окружной врач города. Усадьба включала в себя ряд сельскохозяйственных площадей и большую территорию к северу от реки Каяани. После смерти Каламниуса усадьба была продана в 1843 году. Новым владельцем стал Самуэль Хенрик Кайандер.
Джон Норблад, работавший в Uleåborgs Sågverk Ab в 1895 году, продал своё поместье Каролинебур Дж. У. Снеллману, сыну Улеоборга Сагверка. Площадь усадьбы составляла 410 га. Норблад жил в Каролинебурге с 1886 года и планировал создать здесь бумажную фабрику и древесную мастерскую у реки Каяани. Однако этот проект так и не был реализован.
В 1926 году собственником усадьбы стала компания Kajaani Puutavara Oy (позже Kajaani Oy). В 1949 году было построено несколько дополнительных зданий рядом с основным зданием. Архитектором новых зданий выступил Эйно Питкянен.
Усадьба располагалась на стороне сельской общины Каяани до 1977 года, когда сельская община была включена в состав города Каяани.
В 1987 году собственником усадьбы Каролинебург стала одноимённая компания. Усадьба была капитально отремонтирована и сдана в аренду под ресторан и гостиницу. После окончания срока аренды в 2012 году, Karolineburg Oy взяла здание для собственных нужд, и осенью того же года были начаты ремонтные работы. К весне 2014 года реконструкция основного здания была завершена, а затем были реконструированы и хозяйственные постройки. Компания продолжает осуществлять работу ресторана и гостиницы.